# Vista
|  | Aquest article tracta sobre el sentit amb què diversos animals perceben la llum. Vegeu-ne altres significats a «Windows Vista». |

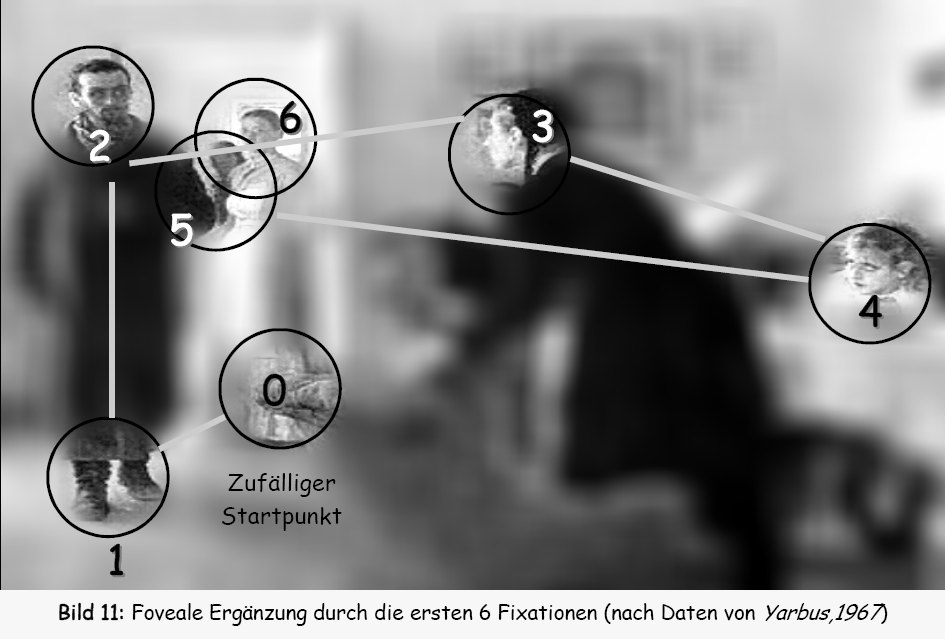
Moviment dels ulls durant els dos primers segons de percebre una imatge

La vista és el sentit que permet percebre la llum de l'exterior i interpretar-la per a obtenir informació sobre la mida, la forma, el color, la distància, la posició i el moviment del que es trobi en el camp de visió. Això ens permet conèixer el medi del nostre entorn de forma subjectiva, i relacionar-nos-hi.
Aquestes percepcions lluminoses es capten a través dels ulls, situats a la part frontal de la cara, a sobre el nas, i protegits pels ossos facials i del crani. Els ulls estan formats per diferents parts anatòmicament diferenciades, com la còrnia, el cristal·lí, el nervi òptic i la retina, entre d'altres, que capten la llum i la transmeten al cervell perquè la interpreti.
El paper del cervell és cabdal en el sistema visual humà, ja que permet reaccionar amb actes reflexos, la interpretació i comunicació no verbal, i la interpretació i comunicació tecnològica i artística per mitjà del dibuix i les arts plàstiques, entre altres coses. La vista no comunica una realitat objectiva, s'ha d'aprendre a mirar una perspectiva cavallera o una cubista, per exemple, i pot ser enganyada, com ocorre als espectacles de màgia o al cinema.

## Història

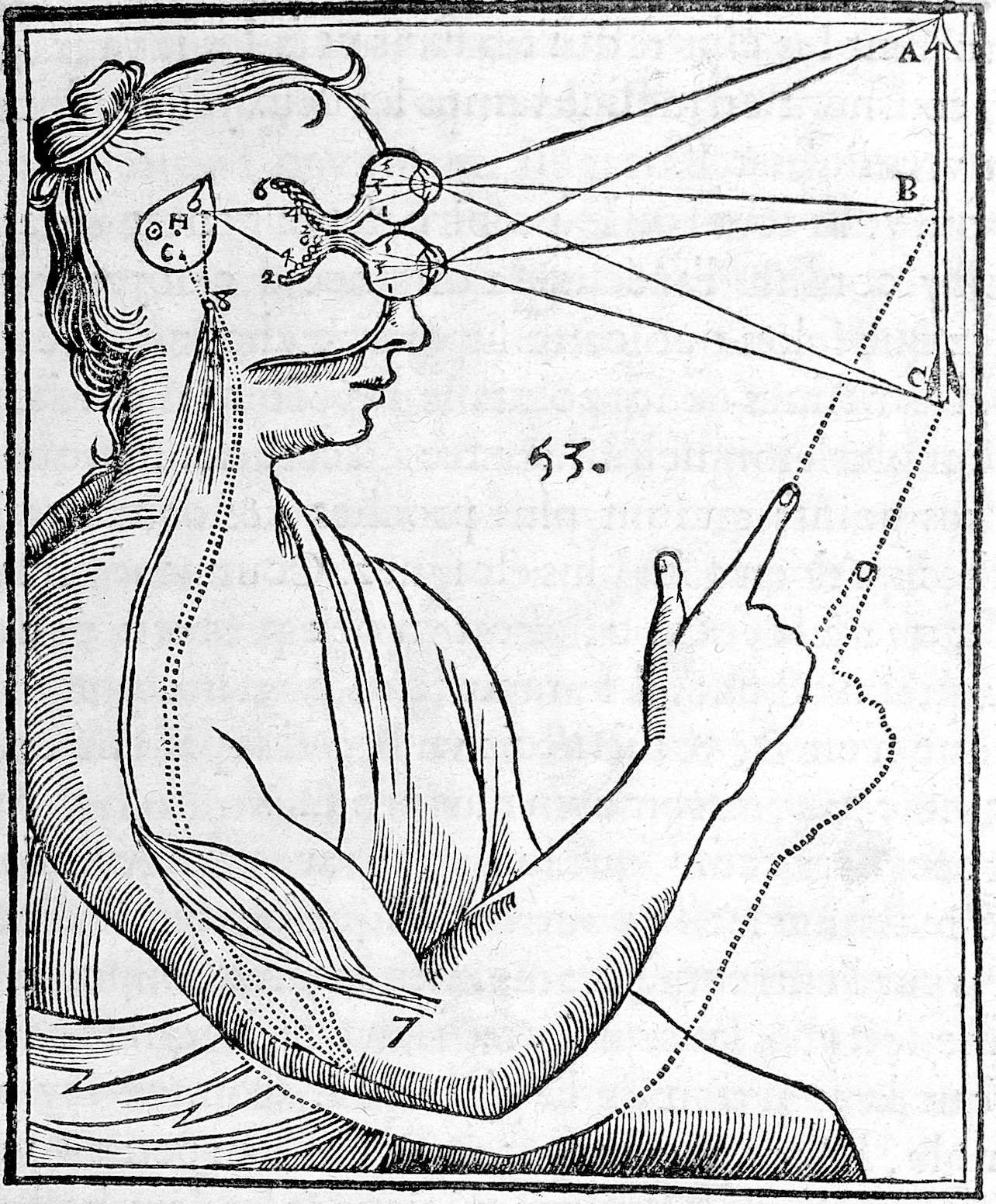
La visió segons Descartes

La història de l'estudi de la visió va començar amb els presocràtics dient que l'ull està fet d'aigua i foc.

### Els primers estudis
Va haver dues escoles principals de l'antiga Grècia, que proporcionaven una explicació primitiva de com funciona la visió.
La primera va ser la "teoria de l'emissió" de la visió que sostenia que la visió es produeix quan els raigs emanen dels ulls i són interceptats per objectes visuals. Si un objecte es veia directament, va era per "mitjans de raigs" sortint dels ulls i tornant a caure sobre l'objecte. Tanmateix, també es veia una imatge refractada per "mitjans de raigs", que sortien dels ulls, travessava l'aire i, després de la refracció, quèia sobre l'objecte visible que es veia com a resultat del moviment dels raigs de l'ull. Aquesta teoria va ser defensada pels estudiosos que eren seguidors de l'òptica d'Euclides i de l'òptica de Ptolemeu.
La segona escola va defensar l'anomenat enfocament d'"intromissió", que considera que la visió prové d'alguna cosa que entra als ulls representativa de l'objecte. Amb el seu principal propagador Aristòtil (De Sensu), i els seus seguidors, aquesta teoria sembla tenir un cert contacte amb les teories modernes del que realment és la visió, però va romandre només una especulació sense cap fonament experimental. (A l'Anglaterra del segle xviii, Isaac Newton, John Locke i altres, van portar la teoria de la intromissió de la visió endavant insistint que la visió implicava un procés en què els raigs —compostos per matèria corporal real— emanaven dels objectes vists i entraven a la ment/sisetama sensorial del vident a través de l'obertura de l'ull.)
Ambdues escoles de pensament es basaven en el principi que "el semblant només es coneix pel semblant" i, per tant, en la noció que l'ull estava compost d'algun "foc intern" que interactuava amb el "foc extern" de la llum visible i feia possible la visió. Plató fa aquesta afirmació en el seu diàleg Timeu (45b i 46b), igual que Empèdocles (tal com informa Aristòtil al seu De Sensu, DK frag. B17).
L'estudi científic de la percepció visual comença al segle xix amb Hermann von Helmholtz, i els primers mètodes psicofísics. Al començament del segle xx es fa forta l'escola de la Gestalt que proposa que la visió està fortament guiada per processos dalt-baix. A mitjan segle XX apareixen els proponents de la percepció indirecta i els proponents de la percepció directa. Avui en dia és més difícil parlar d'escoles, ja que l'estudi de la visió és summament interdisciplinari.

## Anatomia
- Còrnia: Cobreix l'iris i la pupil·la, serveix també com a lent.
- Iris: Regula el diàmetre de la pupil·la tot fent-la més gran o més petita.
- Pupil·la: Obertura de l'iris.
- Cristal·lí: Serveix per fixar les imatges a la retina.
- Cos ciliar: Fa que canviï la curvatura del cristal·lí i que es mantingui en la seva posició.
- Humor vitri: Dona forma i consistència a l'ull.
- Retina: S'hi troben les cèl·lules receptores (cons i bastonets).
- Coroide: És la capa vascular que nodreix la part basal de la retina.
- Escleròtica: Manté l'estructura (junt amb la còrnia) de l'ull, en ella se subjecten els músculs que mouen l'ull.

## Fisiologia

Retina

Activitat del cervell front a imatges externes i imatges internes (pensament, records, creació)

La vista fisiològicament és un dels sentits, és aquell que permet de detectar i interpretar la llum, és a dir és el sentit que ens permet de veure-hi, i la percepció visual és la capacitat de reconeixement dels objectes en funció de la seva forma, patró i color.
Si els nostres ulls poden veure un objecte, és perquè la llum els arriba des d'aquest. Aquesta llum travessa la còrnia, entra per la pupil·la i travessa el cristal·lí. La llum llavors es projecta sobre la retina, on els cons (per als colors) i els bastons (en blanc i negre) passaran els estímuls rebuts al nervi òptic que va fins al cervell. Hi ha dos nervis òptics per ull, un per a cada meitat del camp visual. En el quiasma òptic s'ajunten els quatre nervis, però després se separen. Els dos nervis òptics corresponents a l'esquerra de l'ull (dreta del camp visual) aniran junts a l'esquerra, i viceversa, els de la dreta (esquerra del camp visual) també aniran junts. D'aquesta manera es formarà una imatge totalment inversa a l'escorça cerebral, és a dir que, per exemple, el quadrant superior dret del camp visual es projectarà a la part inferior esquerra de l'escorça visual.

### Percepció visual
La percepció és un concepte que rep diverses definicions segons l'estudi i experiència interna de cada individu.
Segons el plantejament ecologista de Gibson, la percepció és un procés simple, que s'estimula a través de la informació. Com a individus, la percepció es basa en un mecanisme de supervivència, és a dir, l'organisme se centra en percebre tot allò que l'ajudi a aprendre i a sobreviure. Per a la psicologia moderna, la percepció també es basa en el flux informatiu constant que es dona a partir d'un conjunt d'activitats i processos estimulants que ajuden a obtenir la informació necessària per a entendre l'hàbitat, les accions que s'efectuen en ell, i els propis estats interns.

El còrtex visual primari, encarregat de generar les imatges sobre la base de la informació rebuda.

Així doncs, la percepció és la imatge mental que es forma amb l'ajuda de les experiències i necessitats, resultat d'un procés de selecció d'aquestes.

#### Conceptes bàsics del procés perceptiu
La imatge retiniana té importància a nivell biològic, però la imatge més important és la que es crea en el punt del cervell que es coneix com còrtex occipital, on està el lòbul occipital i un mòdul de processament cerebral especialitzat en imatge. La zona perifèrica del cervell, la més evolucionada, està dividida en zones o regions especialitzades en diferents tipus d'informació (textures, colors…), aquesta informació que es rep es va distribuint en aquestes.
- Processament Bottom - Up: El subjecte recull la informació que li arriba de l'exterior i aplica mecanismes bàsics d'organització perceptiva: retina, límits, masses visuals…

- Processament Top - Down: El subjecte aplica els seus coneixements, estat anímic, expectatives, prejudicis, sobre l'objecte observat.[7]

La formació inicial de la imatge en el còrtex occipital és la part important, ja que és aquí on el cervell connecta amb la memòria i produeix emocions. La segona qüestió, es el processament perceptiu, el fons cultural de cada persona i la imatge en si, on actuen els processos Bottom - Up i Top - Down alhora, de manera entrellaçada i complexa.
El gran responsable d'acabar construint la imatge en el nostre cervell és el còrtex. És la conseqüència de la imatge retiniana, on el còrtex s'encarrega del que es coneix com a "esborrany visual". Els processos que es donen en la creació del comentat esborrany són els següents:
- Búsqueda de límits i línies, identificació de masses visuals diferenciades (al marge de reconeixement d’objectes, o per un reconeixement només preliminar)
- Principis automatitzats de segregació figura(es) - fons i de definició de “gestalts” (formes amb unitat pròpia)
- Identificació de textures (qualitats bàsiques de superfície de les formes)

#### Construcció perceptiva i aportació de l’observador
1. Aplicació d'esquemes visuals: la ment humana té la capacitat de crear uns certs patrons compositius que ajuden a entendre o assimilar de manera més ràpida les imatges. Un exemple d'aquest fenomen és la identificació dels núvols com a formes concretes (un cor, un drac...), com el quadre de Magritte, Le temps menaçant.
2. Context i expectatives: Dins de l'estudi de Goldstein, 1992, amb aquest exemple, A I3 C o I2 I3 I4, demostra que la informació que processem varia segons el seu context.
3. Estats anímics: Les emocions són un altre element significatiu en la construcció de les imatges. La por és una de les emocions que més poden distorsionar la manera en la qual es processen imatges.
4. Factors culturals i d'aprenentatge: Els esquimals pel fet que viuen envoltats amb el blanc, són capaços de captar moltes de les seves tonalitats.

### Percepció visual del color
La limitació de les nostres cèl·lules fotoreceptores causa que només percebem la informació del color per combinació del vermell, el blau i el groc. L'ull humà pot percebre onze milions de colors diferents quan no es troben aïllats i trenta o quaranta quan sí. Aquest fet també destaca la pobresa dels humans per a anomenar els diferents matisos dels colors.
La sensació d'espacialitat pot venir generada per canvis de l'acomodació del cristal·lí de l'ull en veure els diferents colors. El cristal·lí també reacciona als matisos dels colors, ja que la impressió cromàtica es produeix en diferents plans de la retina, el qual produeix un interès semiòtic.

## Òptica ocular[9]
El funcionament òptic de l'ull és comparable al d'una càmara fotogràfica. La crónea i el cristal·lí són anàlogs a l'objectiu o sistema de lents de la càmara; el diafragma està representat per l'iris, amb un orifici central variable: la pupil·la. Al múscul ciliar realitza l'enfocament i la retina seria l'anàlog de la pel·lícula. Les areas visuals corticals revelen una imatge positiva.
En aquest àmbit hi trobem diferents punts:
- Mecanismes d'enfocament: acomodació. L'acomodació és un mecanisme flexible per mitjà del qual l'ull pot canviar el seu poder de refracció, a través de variacions en la forma del cristal·lí.
- Control de l'enfocament. Quan la imatge visual està mal enfocada en la retina, el còrtex estirat també la percep de manera confusa i envia els impulsos pertinents a través del nucli visceral del tercer nervi craneal.
- Control del diàmetre pupil·lar: Quan la llum incideix en la retina, origina un reflex lluminos que es transmeten pel fascícol o nervi òptic i les cintilles òptiques fins al nucli pretectal del mensencéfal.
- Profunditat del foc: amb la pupil·la dilatada, els raigs lluminossos arriben a la retina després de travessar una ampla zona del cristal·lí.
- Enlluernament, il·lusió òptica, perspectiva, trompe-l'oeil,...
- Mirall, ulleres, microscopi, telescopi, periscopi

## Visió artificial

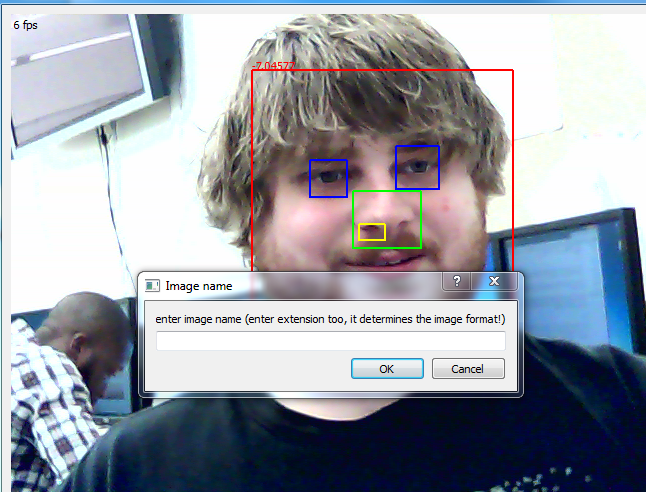
Fase de captura de la imatge en un sistema de visió artificial per al reconeixement de cares

La visió artificial és un sistema amb almenys una càmera i un programa informàtic que pot captar i tractar imatges aturades o en moviment i que té aplicacions a l'àmbit de l'automatització, en àmbits de control de qualitat, magatzematge, seguretat, etc.

## Ull artificial

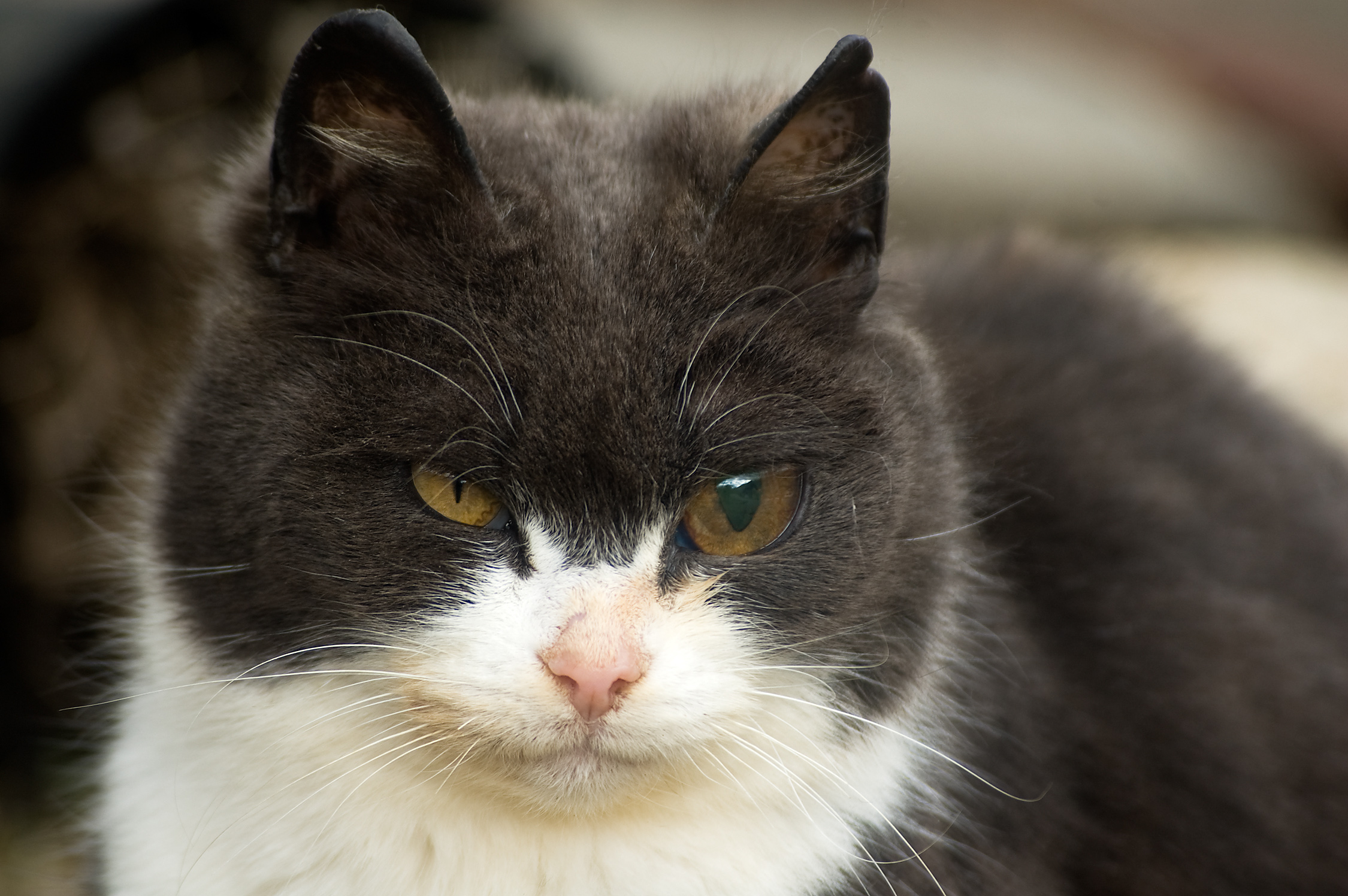
Gat amb un ull artificial

Un ull artificial, ull "biònic" o pròtesi ocular és un objecte amb aparença d'ull produït per a susbsituir un ull orgànic natural en un ésser viu. Antigament eren ulls de vidre, o posteriorment d'altres materials, que no permetien recuperar la visió. El 2010, es va presentar un prototip d'ull artificial que s'implanta parcialment al globus ocular i que disposa d'una càmera sobre una lent, captura imatges i les envia a un processador de butxaca. El dispositiu transmet un senyal a la unitat dins la retina que estimula les neurones vives al seu interior, que al seu torn envien les imatges al cervell. (Vegeu també ulleres i lents de contacte)